# Tepeyac
A Tepeyac (régi nevein Tepeyacac vagy Tepeaquilla) egy domb Mexikóváros legészakibb városrészében, Gustavo A. Madero kerületben. A feljegyzések szerint ezen a helyen találkozott Juan Diego Cuauhtlatoatzin 1531 decemberében a Guadalupei Szűzanyával. Ma a Guadalupei bazilika áll itt.
A Tepeyac a hagyomány szerint a spanyol hódítók szerint az azték Tonantzin anyaistennő imádásának helyszíne volt. 
A navatl nyelvből származó Tepeyacac név a tepetl (jelentése „hegy”), a yacatl („orr”) és a c helyhatározórag összetétele.